# Chiesa di San Leonardo (Trento, Mattarello)
La chiesa di San Leonardo è la parrocchiale di Mattarello, frazione di Trento in Trentino. Risale al XIV secolo.

## Storia

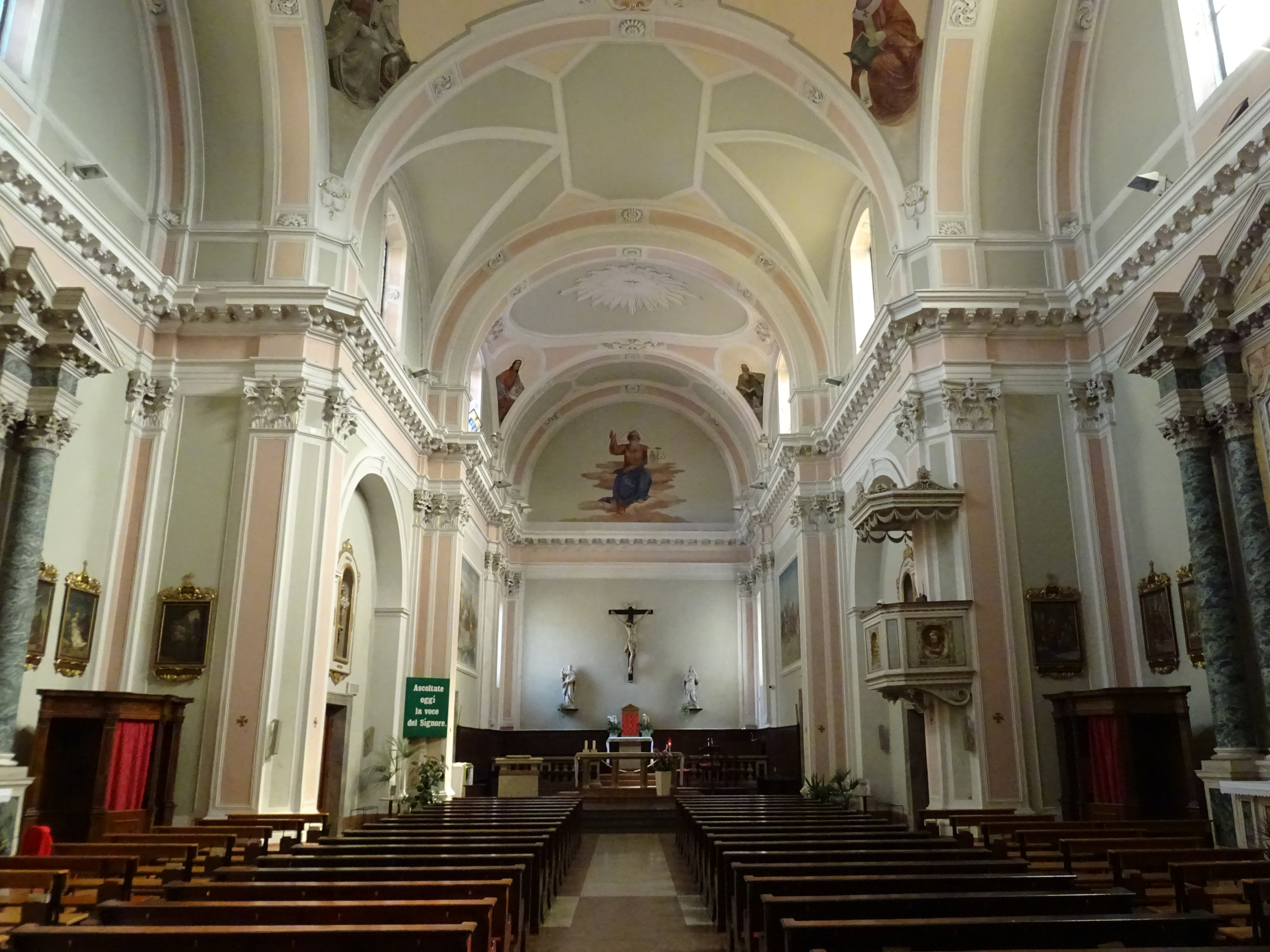
Interno

La chiesa di Mattarello venne documentata già nel 1339 ed ebbe la concessione del fonte battesimale nel 1454.
Nella seconda metà del XVIII secolo si decise di demolire l'antico edificio di epoca medievale, ormai in condizioni critiche e di dimensioni non più adeguate alle necessità della popolazione, e il cantiere per la costruzione di un nuovo luogo di culto venne aperto nel 1790. Da quel momento i lavori procedettero in modo veloce, cominciando con la sistemazione dell'area dove doveva sorgere l'edificio e quindi adeguando gli spazi del vicino camposanto. Le mura portanti perimetrali della struttura furono ultimate per prime poi si procedette con la coperture e infine, nel 1793, con lo smantellamento della chiesa medievale, sino ad allora usata per il culto.
Nel 1794 l'edificio fu ultimato con le intonacature e le vetrate delle finestre e in quell'anno si iniziò ad erigere la torre campanaria e poi a decorare a stucco gli interni.  Seguirono anni problematici a causa dell'invasione delle truppe napoleoniche e del successivo ritorno degli austriaci, con scontri e diffusione di epidemie di peste. I lavori si interruppero 
e vennero conclusi solo nel 1813. Le campane vennero preparate dalla fonderia Chiappani ed installate nel 1823.
La solenne consacrazione venne celebrata nel 1895 e subito si pensò ad una ristrutturazione seguita da arricchimenti decorativi nella zona presbiteriale, opera di Agostino Aldi.
Ottenne dignità parrocchiale nel 1914. Durante il secondo conflitto mondiale la navata e la controfacciata vennero ornate di dipinti murali e negli anni sessanta continuarono gli interventi decorativi col dipinto murale Battesimo di Gesù Cristo, opera di Primo Vivaldi nell'area del fonte battesimale. Seguirono altri interventi, come il necessario adeguamento liturgico che portò alla cancellazione di alcuni dipinti murali. 
L'orologio sulla torre venne installato nel 1973.

## Descrizione
L'interno conserva pale di Francesco Sebaldo Unterberger e Orazio Giovanelli.